# Aksys Games
Aksys Games Localization, Inc.は、日本のコンピュータゲームを英語圏の市場向けにローカライズしているアメリカのパブリッシャーである。 2006年にAkibo Shiehによって設立された。
発売1作目のソフトは、日本の日本テレネットが2005年に発売したPlayStation 2用ソフト『エンジョイゴルフ!』のローカライズ版である『Eagle Eye Golf』。日本のアークシステムワークスと特に親密な関係を築いており、「GUILTY GEARシリーズ」など多くの作品のローカライズを行っている。なお、Aksys Gamesとアークシステムワークスは偶然にも社名が似ているが、資本関係はない。